# Audience (gruppo musicale)
Gli Audience sono un gruppo rock progressivo britannico attivo dal 1969 al 1972, e riformatosi nel 2004.
La formazione originale comprende: Howard Werth (chitarra acustica, elettrica e voce), Keith Gemmell (sax tenore, flauto e clarinetto), Trevor Williams (voce e basso), Tony Connor (voce e batteria).

## Storia del gruppo

### La nascita
Gli Audience nacquero nel 1969 dalle ceneri di una soul band semi-professionale chiamata Lloyd Alexander Real Estate che comprendeva tutti i membri dei futuri Audience con l'eccezione di Connor, che entrò nel gruppo dopo la partenza di John Richardson.   
Dopo qualche settimana di prove, gli Audience avevano già firmato un contratto di incisione con la Polydor, con la quale registrarono il loro primo album Audience.  
Alla fine dell'anno, l'album era già acclamato dal pubblico e dalla critica.  
Il gruppo fu notato da Tony Stratton-Smith, direttore della Charisma Records che li prese come gruppo di spalla al tour dei Led Zeppelin, associandoli alla sua etichetta. Gli Audience registrarono tre album per la Charisma: il primo album Friend's Friend's Friend fu interamente curato dal gruppo, sia per l'incisione sia per la grafica di copertina. Per gli altri due si avvalsero del celebre produttore Gus Dudgeon, che per i successivi The House on the Hill e Lunch  volle far curare i disegni di copertina dall'altrettanto celebre studio di grafica Hipgnosis.  
Seguirono tre anni di continuo lavoro con un buon successo: tuttavia, un tour americano con Rod Stewart e i Faces, anche se riuscito, portò alcuni problemi che provocarono la fuoriuscita di Gemmell dal gruppo prima di terminare l'album Lunch, che fu completato con la collaborazione dei Rolling Stones e dei Mad Dogs and Englishmen.  
A seguito della defezione di Gemmell, la band arruolò due nuovi elementi: Pat Charles Neuberg al sassofono e Nick Judd al pianoforte elettrico.

### Lo scioglimento
La nuova formazione non funzionò e Williams, l'autore di quasi tutti i testi, se ne andò otto mesi più tardi. Quando Nick Judd ricevette un'offerta dai Juicy Lucy, la band si sfasciò. Judd se ne andò, unendosi successivamente a Alan Bown, The Andy Fraser Band, Brian Eno, Frankie Miller e gli Sharks.
Keith Gemmell si unì da principio agli Stackridge, poi si occupò di colonne sonore e infine si unì alla Pasadena Roof Orchestra, dove suonò per quattordici anni.  
Trevor Williams si unì ai Nashville Teens, che lasciò dopo poco. Tony Connor, dopo una parentesi con i Jackson Heights, si unì agli Hot Chocolate, con cui è rimasto.

### Il ritorno in attività
Nel 2004, Howard Werth, Keith Gemmell e Trevor Williams ritornarono sulle scene, sostituendo Tony Connor  con il batterista e cantante John Fisher,  tenendo dei concerti in Germania, Italia, Canada e Regno Unito e registrando un album dal vivo per la Electric Record dal titolo alive&kickin'&screamin'&shoutin'. Durante questo periodo, Gemmell registrò  due album da solo, The Windhover, ispirato a un poema di Gerard Manley Hopkins e Unsafe Sax. 
Gli Audience stanno attualmente considerando il loro futuro, a seguito della morte di John Fisher, avvenuta il 27 settembre 2008 a causa di un tumore al pancreas.

## Discografia

### Album in studio
- 1969 - Audience (Polydor)
- 1970 - Friend's Friend's Friend (Charisma)
- 1971 - The House on the Hill (Charisma)
- 1972 - Lunch (Charisma)

### Album dal vivo
- 2005 - Alive & Kickin' & Screamin' & Shoutin' (Eclectic Discs)